# Mohamed Bangura
Mohamed Bangura (Kambia, 27 luglio 1989) è un ex calciatore sierraleonese, di ruolo attaccante.

## Carriera
È cresciuto in patria nel Kallon, squadra con cui si è messo in mostra al Torneo di Viareggio 2010.
Nel marzo dello stesso anno Bangura è stato preso in prestito dagli svedesi dell'IFK Värnamo militanti in terza serie; la sua permanenza qui è stata breve, poiché le 12 reti realizzate in 13 presenze hanno spinto la dirigenza dell'AIK a puntare su di lui, ingaggiandolo già a luglio. Di lì a poco si formerà una coppia d'attacco con il connazionale e omonimo Teteh Bangura, con cui non vi è alcuna parentela.
Un anno più tardi sono stati gli scozzesi del Celtic ad acquistarlo, su indicazione di Henrik Larsson. Tuttavia il giocatore non è riuscito ad imporsi con il sodalizio biancoverde, complice la concorrenza nel reparto offensivo ed anche un infortunio al ginocchio che lo ha tenuto fuori per tre mesi.
Nell'agosto 2012 è stato ufficializzato il suo ritorno all'AIK, questa volta in prestito. In questo scampolo di stagione ha realizzato 4 gol in campionato e uno in Europa League, decisivo per la vittoria sul PSV.
Nel gennaio 2013 Bangura è andato in prestito all'Elfsborg, campione di Svezia in carica, nonostante una trattativa con l'AIK. Il sorteggio dei preliminari di Champions League ha accoppiato l'Elfsborg proprio contro il club che detiene il suo cartellino, il Celtic, con gli scozzesi che passeranno poi il turno. Bangura ha chiuso la stagione con 6 gol in 27 presenze in campionato.
Nel gennaio 2014 si è svincolato dal Celtic; pochi giorni più tardi è stato ufficializzato il suo ingaggio da parte dei turchi dell'İstanbul B.B.. Qui ha giocato 8 partite di campionato, senza segnare, e a settembre si è svincolato.
A partire dalla stagione 2015 è tornato all'AIK per la sua terza parentesi personale. Ha firmato un contratto biennale con opzione per il terzo anno. A fine stagione è stato ceduto ai cinesi del Dalian Yifang per circa 10 milioni di corone svedesi.
Dopo l'anno in Cina, Bangura è rientrato in Svezia per firmare con un club di seconda serie, l'ambizioso Dalkurd, che a fine campionato verrà promosso per la prima volta nella massima serie. L'apporto del sierraleonese tuttavia non è stato decisivo, dato che nell'arco della stagione ha giocato soltanto 10 partite e segnato un gol (quello del momentaneo 4-0 all'Helsingborg). A fine anno il suo contratto in scadenza non è stato rinnovato dalla dirigenza.
Ha continuato a giocare in Svezia anche nel 2018, scendendo ulteriormente di livello con il Akropolis, impegnato nella terza serie nazionale.

## Palmarès

### Club

#### Competizioni nazionali
- Campionato sierraleonese: 1

Kallon: 2007
- Campionato scozzese: 1

Celtic: 2011-2012
- Supercoppa di Svezia: 1

AIK: 2010